# Liquiçá
Pour la municipalité, voir Liquiçá (municipalité) et Liquiçá (Poste administratif).
Liquiçá est une ville du Timor oriental, peuplée de 5 152 habitants en 2010.
Capitale de municipalité de Liquiçá. Elle est située à 32 km au oueste de Dili, capitale du pays.

## Personnalités
- Ângela Carrascalão (1951-), journaliste, autrice, universitaire et ancienne ministre de la Justice, est née à Liquiçá.